# Isolde Frölian
Isolde Frölian (8 aprile 1908 – 6 novembre 1957) è stata una ginnasta tedesca.

## Palmarès

### Olimpiadi
- 1 medaglia:
  - 1 oro (Berlino 1936 a squadre)